# Alfons III av Aragonien
Alfons III av Aragon (sp: Alfonso), född 1265, död 18 juni 1291, även Alfons II av Barcelona), med tillnamnet "den liberale", var kung över Aragonien och greve av Barcelona från 1285 till 1291.
Han var son till Peter III av Aragonien och hans maka Konstantia av Sicilien, dotter och arvtagerska till Manfred av Sicilien. Hans mormor var Beatrice av Savojen som var dotter till Amadeus IV av Savojen och Anne av Burgund.
Han erövrade ön Menorca 1287. Han skulle ha gift sig med Edvard I av Englands dotter Eleonora av England men han dog innan bröllopet ägde rum.
Hans oförmåga att motstå adelns krav ledde till problem i Aragonien. Genom att ge dem rätten att revoltera genom Aragonienunionen hjälpte han till att permanenta anarkin.
Detta är troligtvis skälet till att Dante Alighieri, i Den gudomliga komedin, säger sig ha sett Alfons ande utanför skärseldens portar tillsammans med andra monarker, som beskylldes för Europas kaotiska politiska tillstånd under 1200-talet.

## Källförteckning
1. ↑  ”Alfonso III | Reconquista, Sicily, Navarre | Britannica” (på engelska). www.britannica.com. https://www.britannica.com/biography/Alfonso-III-king-of-Aragon. Läst 1 juni 2024.
2. ↑  ”Historia” (på engelska). Web oficial de turismo de Menorca. https://www.menorca.es/Contingut.aspx?IdPub=8605. Läst 1 juni 2024.
3. ↑  ”The Princeton Dante Project (2.0) - Long Toynbee "Alfonso_1"”. dante.princeton.edu. https://dante.princeton.edu/cgi-bin/dante/DispToynbeeByTitOrId.pl?INP_ID=215696. Läst 1 juni 2024.